# Jerli Sadovina
Sadovinë e Jerlive en albanais et Jerli Sadovina en serbe latin (en serbe cyrillique : Јерли Садовина) est une localité du Kosovo située dans la commune/municipalité de Viti/Vitina, district de Gjilan/Gnjilane (Kosovo) ou district de Kosovo-Pomoravlje (Serbie). Selon le recensement kosovar de 2011, elle compte 1 101 habitants.

## Histoire
Sur le territoire du village se trouve le site de Veliko Polje qui abrite un tumulus remontant aux IXe-IVe siècle av. J.-C. ; mentionné par l'Académie serbe des sciences et des arts, il est inscrit sur la liste des monuments culturels du Kosovo.

## Démographie

### Évolution historique de la population dans la localité
| 1948 | 1953 | 1961 | 1971 | 1981 | 1991 | 2011  |
| ---- | ---- | ---- | ---- | ---- | ---- | ----- |
| 326  | 376  | 423  | 577  | 767  | 916  | 1 101 |

|  |

### Répartition de la population par nationalités (2011)
En 2011, les Albanais représentaient 99,82 % de la population.